# 比尤特鎮區 (內布拉斯加州博伊德縣)
比尤特鎮區（英語：Butte Township）是位於美國內布拉斯加州博伊德縣的一個行政鎮區。

## 地方資料
比尤特鎮區的面積為165.13平方千米，當中陸地面積為164.98平方千米，而水域面積為0.15平方千米。根據2020年美國人口普查的數據，當地共有人口393人，而人口密度為每平方千米2.38人。